# Néa Epídavros
Néa Epídavros (Nea Epidavros) är en ort i Grekland.   Den ligger i prefekturen Nomós Argolídos och regionen Peloponnesos, i den sydöstra delen av landet, 60 km sydväst om huvudstaden Aten. Néa Epídavros ligger 61 meter över havet och antalet invånare är 896.
Terrängen runt Néa Epídavros är varierad. Havet är nära Néa Epídavros österut. Runt Néa Epídavros är det ganska glesbefolkat, med 22 invånare per kvadratkilometer. Närmaste större samhälle är Ligourión, 10,6 km sydväst om Néa Epídavros. 